# La Princesse jaune

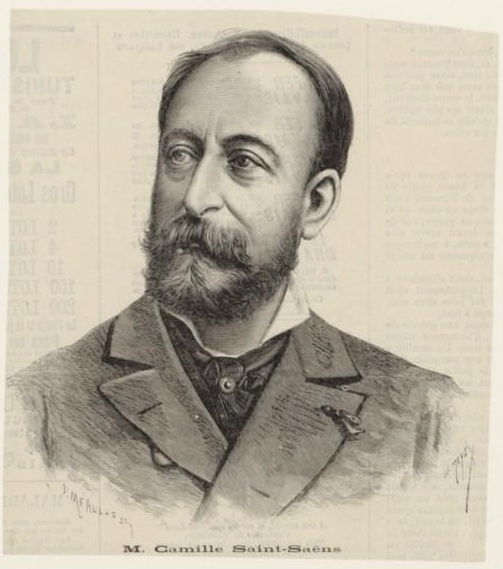
Camille Saint-Saëns 1883.

La Princesse jaune ("Den gula prinsessan") är en opéra comique i en akt av Camille Saint-Saëns och med libretto av Louis Gallet. 

## Historia
Operan var resultatet av en kompromiss. Operakompaniet Opéra-Comique i Paris vågade inte satsa på en helaftonsopera av en okänd tonsättare som Saint-Saëns. La Princesse jaune fick bli en av tre enaktsoperor att uppföras tillsammans med Émile Paladilhes Le passant och Georges Bizets Djamileh. Saint-Saëns opera var hans tredje men den första att få premiär. Han var liksom många andra franska konstnärer påverkad av japonismen framgångar i Frankrike på 1860-talet. Genom att använda sig av den pentatoniska skalan i sin musik frammanade han en känsla av orientalism. Handlingen rör sig kring en japansk prinsessa trots att händelserna tilldrar sig i Nederländerna.  
Operan hade premiär den 12 juni 1872 på Opéra-Comique men blev ingen succé och spelades bara fem gånger. När Saint-Saëns med åren uppnådde ryktbarhet uppfördes operan med större entusiasm. 

## Personer
- Kornélis (tenor)
- Léna (sopran)

## Handling
Konstnären Kornélis har tillverkat ett skrin åt prinsessan Ming vars porträtt han passionerat tillber. Under rusets inverkan tror han sig vara i Japan och att hans kusin Léna är prinsessan Ming. När han vaknar upp inser han sanningen och han förklarar henne sin kärlek.